# Ліа Бой
Ліа Бой (24 січня 2000 ) — німецька плавчиня, дворазова чемпіонка світу, чемпіонка Європи.
У 2018 році вона фінішувала на 12-му місці в запливі на 5 км серед жінок на чемпіонаті Європи з водних видів спорту 2018 року.